# Église Saint-Nithier de Clairvaux-les-Lacs
L'église Saint-Nithier de Clairvaux-les-Lacs est une église de style roman avec clocher à dôme à impériale dédiée à saint Nithier, située à Clairvaux-les-Lacs, dans le Jura, en Franche-Comté.

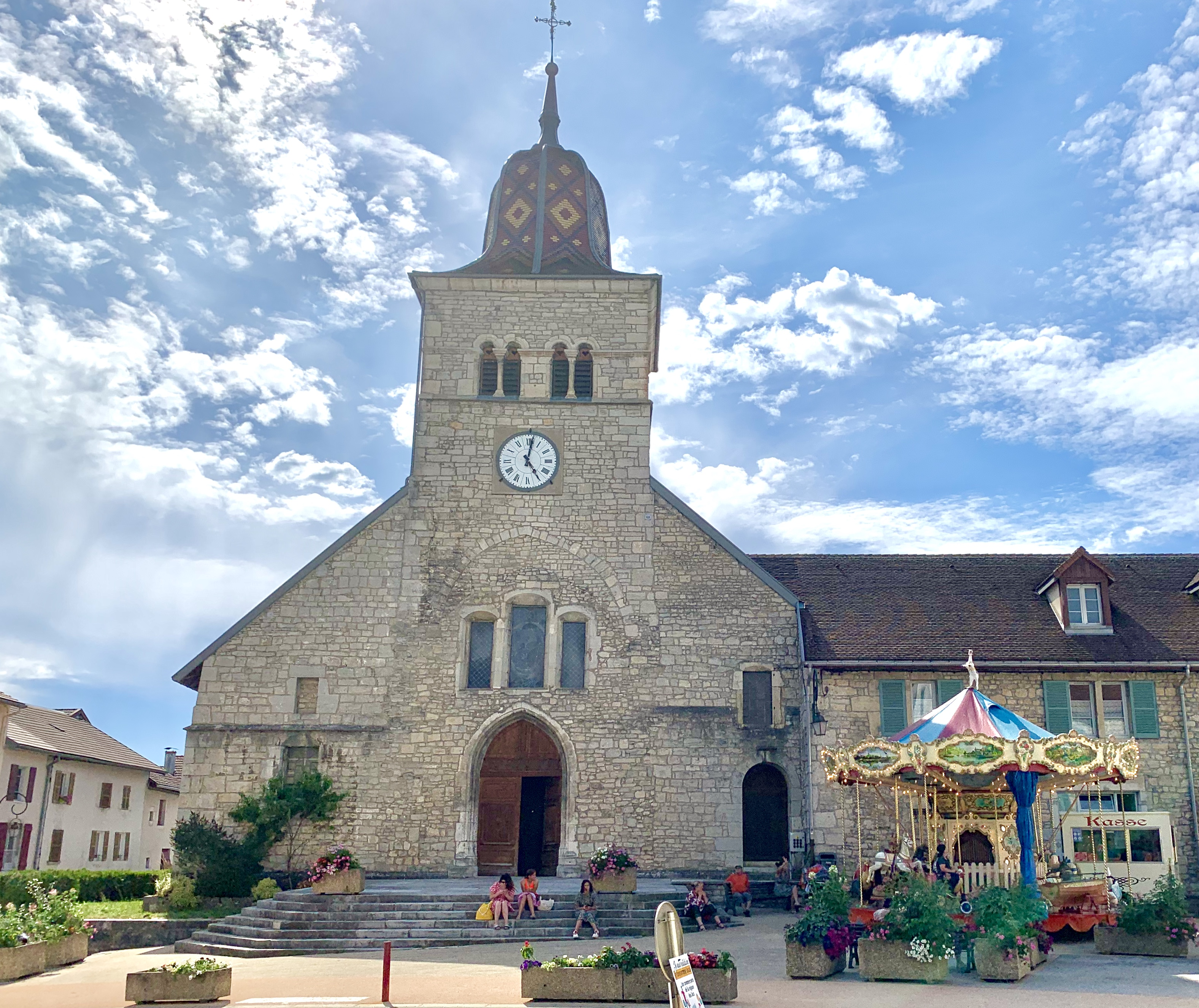
L’église Saint-Nithier avec un carrousel dans une ambiance estivale et légère.
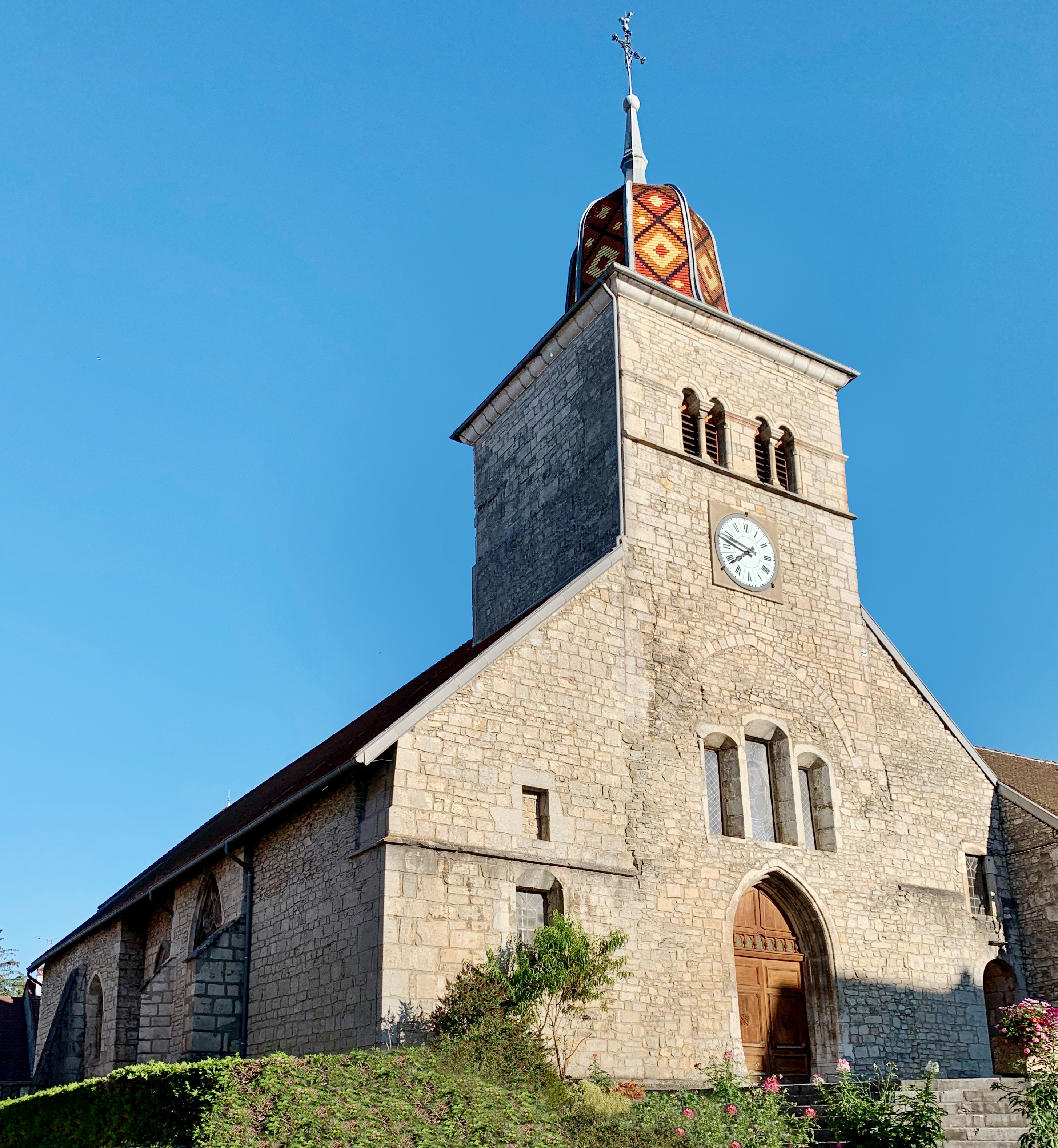
L’église Saint-Nithier…
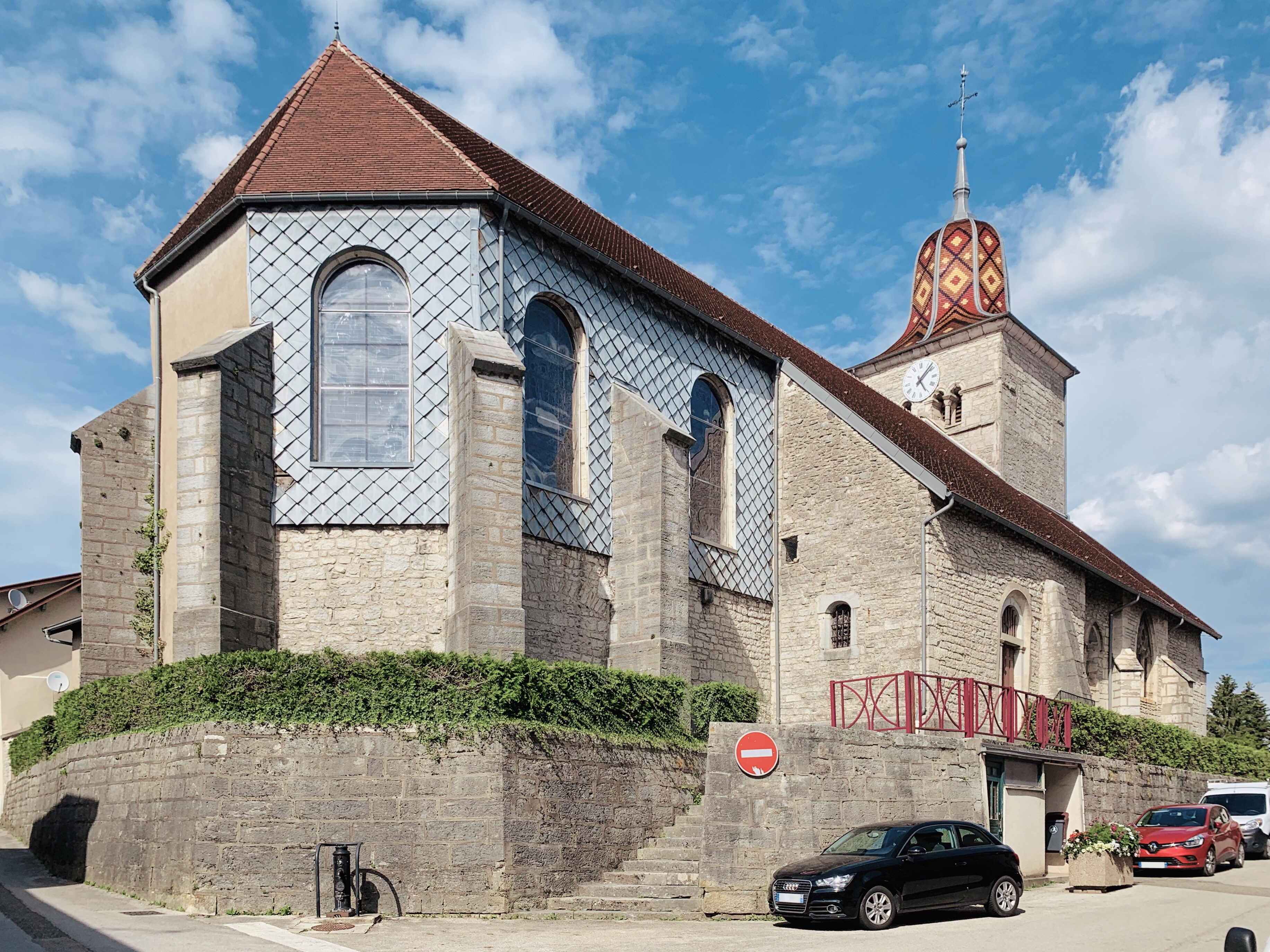
… de Clairvaux-les-Lacs et son chevet.